# Dan O’Herlihy
Dan O’Herlihy (* 1. Mai 1919 in Wexford, County Wexford; † 17. Februar 2005 in Malibu, Kalifornien) war ein irischer Schauspieler.

## Leben
Ursprünglich studierte Dan O’Herlihy Architektur an der National University of Ireland und kam zur Schauspielerei, um sich sein Studiengeld zu verdienen. Sein erster großer Erfolg war die Hauptrolle eines jungen Protestanten in Seán O’Caseys Bühnenstück Red Roses for Me. O’Herlihy war bereits ein erfahrener Bühnendarsteller, als er 1947 sein Filmdebüt machte. Seine zweite Filmrolle spielte er unter der Regie von Carol Reed in dem Polit-Thriller Ausgestoßen gab. Diese Darstellung machte Orson Welles auf O’Herlihy aufmerksam, der ihn nach Hollywood brachte und in seiner Shakespeare-Verfilmung Macbeth – Der Königsmörder als Macduff besetzte. Anschließend blieb er in Hollywood, wo er unter anderem häufiger in Mantel-und-Degen-Abenteuerfilmen auftrat.
1955 wurde er für die Titelrolle in Luis Buñuels Verfilmung des Romans Robinson Crusoe für einen Oscar in der Kategorie Bester Hauptdarsteller nominiert. Es blieb dies eine der wenigen Hauptrollen des vor allem als vielbeschäftigter Nebendarsteller bekannten Schauspielers. Er spielte so unterschiedliche Rollen wie einen intellektuellen Bühnenautoren in Douglas Sirks Melodram Solange es Menschen gibt (1959) und einen fanatischen IRA-Anführer in Aufstand im Morgengrauen (1960). 1962 spielte er die Titelrolle in The Cabinet of Caligari, einem eher misslungenen US-Remake des deutschen Filmklassikers Das Cabinet des Dr. Caligari. Eine weitere bekannte Rolle war die des Marschall Ney in Waterloo (1970) an der Seite von Rod Steiger. Mit Franklin D. Roosevelt verkörperte er in MacArthur – Held des Pazifik (1977) eine weitere historische Persönlichkeit. Als Firmenchef mit finsteren Absichten trat Dan O’Herlihy in den Science-Fiction-Filmen RoboCop (1987) und RoboCop 2 (1990) in Erscheinung.
Neben seiner Kinokarriere war der Charakterdarsteller auch seit den 1950er-Jahren in Fernsehproduktionen präsent. Er übernahm Gastrollen in beliebten Serien wie Batman, Bonanza, Hawaii Fünf-Null, Kobra, übernehmen Sie, Kampfstern Galactica, Drei Engel für Charlie, Mord ist ihr Hobby und Remington Steele. In David Lynchs Kult-Fernsehserie Twin Peaks übernahm er 1990 in sechs Folgen die Figur des Andrew Packard, ehemaliger Besitzer des Sägewerks. Seine letzte Rolle war 1998 die des Familien-Patriarchen Joseph P. Kennedy in einem Fernsehfilm über die Karriere des Rat Packs.
O’Herlihy war der Bruder des Filmregisseurs Michael O’Herlihy und Vater des Schauspielers Gavan O’Herlihy. Er starb im Februar 2005 mit 85 Jahren und hinterließ seine Frau Elsa, mit der er 59 Jahre verheiratet war, fünf Kinder, zehn Enkel und ein Urenkelkind.

## Filmografie (Auswahl)
- 1947: Der kupferne Berg (Hungry Hill)
- 1947: Ausgestoßen (Odd Man Out)
- 1948: Macbeth – Der Königsmörder (Macbeth)
- 1948: Betrug (Larceny)
- 1950: Auf Winnetous Spuren (The Iroquois Trail)
- 1951: Der maskierte Kavalier (The Highwayman)
- 1951: Das Herz einer Mutter (The Blue Veil)
- 1951: The Last Half Hour: The Mayerling Story
- 1951: Drei auf Abenteuer (Soldiers Three)
- 1952: Die Söhne der drei Musketiere (At Sword's Point)
- 1952: Invasion gegen USA (Invasion U.S.A.)
- 1952: Der tote Zeuge (Operation Secret)
- 1954: Der eiserne Ritter von Falworth (The Black Shield of Falworth)
- 1954: Robinson Crusoe
- 1955: Die purpurrote Maske (The Purple Mask)
- 1955: Die jungfräuliche Königin (The Virgin Queen)
- 1958: Bevor die Nacht anbricht (Home Before Dark)
- 1959: Solange es Menschen gibt (Imitation of Life)
- 1960: Aufstand im Morgengrauen (A Terrible Beauty)
- 1962: Das Kabinett des Dr. Caligari (The Cabinet of Caligari)
- 1964: Angriffsziel Moskau (Fail Safe)
- 1969: 100 Gewehre (100 rifles)
- 1970: Waterloo
- 1972: Das Carey-Komplott (The Carey Treatment)
- 1974: Die Frucht des Tropenbaumes (The Tamarind Seed)
- 1977: MacArthur – Held des Pazifik (MacArthur)
- 1982: Halloween III (Halloween III: Season of the Witch)
- 1983: Computer Kids (Whiz Kids)
- 1984: Starfight (The Last Starfighter)
- 1984–1986: Mord ist ihr Hobby (Murder She Wrote) (Fernsehserie, 2 Folgen)
- 1986: Die Whoopee Boys (The Whoopee Boys)
- 1987: RoboCop
- 1987: Die Toten (The Dead)
- 1990: RoboCop 2
- 1990–1991: Twin Peaks (Fernsehserie, 6 Folgen)
- 1993: Böse Schatten (Love, Cheat & Steal)
- 1998: Frank, Dean und Sammy tun es (The Rat Pack) (Fernsehfilm)